# ジェラルド・リベラ
ジェラルド・リベラ（Geraldo Rivera、1943年7月4日 - ）は、アメリカ合衆国のジャーナリスト、弁護士、著述家、政治コメンテーターであり、元トークショー司会者である。1987年から1998年まで、タブロイド・トークショー番組『ジェラルド』の司会を務めた。その後、ニュースマガジン番組『ジェラルド・アット・ラージ』の司会を務め、現在は『ザ・ファイブ』などのFOXニュースの番組に出演している。

## 若年期
リベラは、ニューヨーク市のベス・イスラエル・メディカルセンターで1943年7月4日に生まれた。父はタクシー運転手のクルス・アレン・リベラ (Cruz "Allen" Rivera)、母はレストラン店員のリリアン・フリードマン (Lillian Friedman) である。父はプエルトリコ人を先祖に持つカトリック教徒、母はユダヤ人だった。リベラはユダヤ人として育てられ、ユダヤ教徒の成人儀礼であるバル・ミツワーを受けている。リベラはブルックリン、後にウェストバビロンで育ち、ウェストバビロン高校に通った。
リベラの一家は民族的な偏見を受けることがあり、それを避けるために母親は、子供たちの姓の綴りを"Riviera"（リビエラ）に変えて届け出た。
私が生まれた時、母は私の出生証明書の父の名前の姓に"i"を足して"Gerald Riviera"と記入しました。妹のアイリーンにも同じことをしました。その後、妹のシャロンにも同じことをし、弟のクレイグが生まれたときにも同じことをしました。私達がその不整合について訊ねると、彼女は恥ずかしそうに肩をすくめ、「綴りを忘れたのよ」と言ってごまかしました。その背景に、彼女は民族を隠蔽しようとしており、それを深く恥ずかしがっているのだと、次第に理解するようになりました。
1961年から1963年まで、ブロンクスのニューヨーク海事大学に通い、ボート部に所属していた。その後、アリゾナ大学に転入して経営学を専攻し、1965年に卒業した。
服の販売員やレストランのコックなどを経験した後、1966年にブルックリン・ロースクールに入学した。在学中にニューヨーク郡地方判事のフランク・ホーガンのもとでインターンを経験し、1969年にクラストップの成績で卒業して法務博士 (JD) の資格を取得した。同年、ニューヨーク州で弁護士としての認可を受けた。

## キャリア

### ジャーナリストになるまで
ロウアー・マンハッタンを拠点とする組織で働いた後、スパニッシュ・ハーレムを拠点とするプエルトリコ出身者による活動家グループであるヤングローズの弁護士として活動するようになった。1969年、このグループが近くの教会を占拠した時、弁護士としてリベラがインタビューに答えている様子をWABC-TVのニュースディレクターのアル・プリモが目にした。プリモはリベラにニュース記者にならないかと持ちかけた。この際、プリモはラテン系の人物を望んでいたので、ファーストネームの綴りを英語風の"Gerald"から、父方の祖先が住んでいたプエルトリコ風の"Geraldo"に変えることにした。リベラにはジャーナリストとしての経験がないため、ABCはリベラにコロンビア大学ジャーナリズム大学院の「マイノリティのためのジャーナリズム・サマープログラム」を受講させ、リベラはフレッド・W・フレンドリーからジャーナリズムの基礎を学んだ。

### ABCニュース

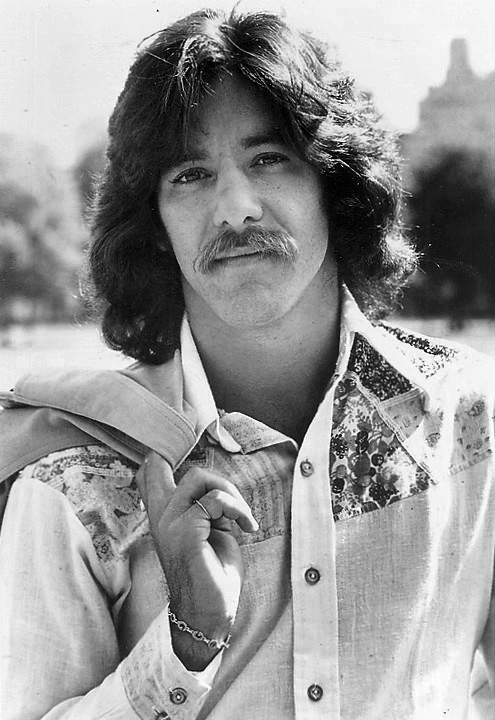
1970年代中頃のリベラ

1970年、リベラはWABC-TVに『アイウィットネス・ニュース』の記者として雇われた。1972年、スタテンアイランドのウィローブルック州立学校とロックランド郡レッチワース村における知的障害者に対する親からの虐待とネグレクトを取材し、全米で放送されているABCの番組、『20/20』や『ナイトライン』で報じた。リベラはこの報道でピーボディ賞を受賞した。リベラのレポートを見たジョン・レノンは、1972年8月30日にニューヨークのマディソン・スクエア・ガーデンでリベラとともに知的障害者のためのチャリティ・コンサート"One to One"を開催した（このコンサートの様子は、1986年にライブアルバム『ライヴ・イン・ニューヨーク・シティ』として発売された）。
1973年7月、リベラは、自ら司会とエクゼクティブ・プロデューサーを務める深夜のニュースマガジン番組『グッドナイト・アメリカ』のパイロット版を収録した。この番組は、1974年4月から1977年6月まで、『ABCワイド・ワールド・オブ・エンターテインメント』の不定期のコーナーとして33回放送された。テーマ曲にはリンゴ・スターの『明日への願い』が使用された。この番組では、マリファナの濫用やベトナム戦争における兵役逃れなど、当時問題となっていた様々な話題を取り上げた。1975年には、番組内で「ザプルーダー・フィルム」を初めて全米にテレビ放映した。
1983年5月19日、リベラはテレビの全米ネットワークで初めて「AIDS」という名称を使用した（当時まだこの病気はあまり認知されていなかった。別の名称での言及は2年前からあった）。『20/20』でケン・ラムザウアーへのリベラによるインタビューが放映され、ラムザウアーは全米ネットで取り上げられた初のAIDS患者となった。放送の4日後にラムザウアーが亡くなり、リベラは追悼式で弔辞を述べた。
1985年10月、ABCニュースのプロデューサーのルーン・アレッジは、シルヴィア・チェイスが『20/20』のために行ったマリリン・モンローとジョン・F・ケネディ、ロバート・F・ケネディの関係に関する取材の報道を拒否した。リベラは、アレッジはジャーナリストとして誠実ではないと公然と批判した。そして、ケネディの元側近のピエール・サリンジャーが当時ABCニュースで働いているなど、ケネディ家とアレッジの間に関係があるために、この件を取り下げさせたのではないかと主張した。この主張により、リベラはABCの番組から解雇された。2015年5月15日に放送されたFOXニュースのメーガン・ケリーとのインタビューで、リベラは、解雇の表向きの理由は、ABCの方針に反して市長選挙の候補者に200ドル寄付したことだったと述べている。

### トーク番組、特別番組など
1986年4月21日、リベラが司会を務める2時間の特別番組"The Mystery of Al Capone's Vaults"（アル・カポネの金庫室の謎）が放送された。この番組は、シカゴの旧レキシントンホテルの地下で発見されたアル・カポネの金庫室を開けるという内容だった。全米で数百万人がこの番組を視聴したが、金庫室の中から貴重なものは発見されなかった。2016年の『シカゴ・トリビューン』紙のインタビューで、リベラはこの番組について、「驚くほど注目された番組だった。私が関わった中で最も注目された番組だったかもしれない」と述べた。
1987年より、昼間のトーク番組『ジェラルド』の制作と司会を始めた。この番組は1998年までの11年間続いた。この番組は物議を醸すようなゲストとコントが特徴であり、『ニューズウィーク』誌や連邦上院議員がこの番組を「ゴミのようなテレビ」(Trash TV) と評した。1988年の番組では、白人至上主義者、人種差別に対するスキンヘッド、黒人活動家のロイ・イニス、過激派のユダヤ人活動家などをゲストに招き、収録中に乱闘となってリベラの鼻が折られた。
1994年から2001年まで、リベラはCNBCで平日夜に放送されるニュースとインタビューの番組『リベラ・ライブ』の司会を務めた。
1998年、リベラはコメディドラマ『となりのサインフェルド』の最終話に本人役で出演した。2009年、リベラはシットコム『マイネーム・イズ・アール』シーズン4のエピソード「突撃！徹底ルポ」(Inside Probe) に本人役で出演した。また、同年のテレビアニメ『フィニアスとファーブ』のシーズン1第16話「ついにかなった夢」(Phineas and Ferb Get Busted!) においてニュースキャスター、モーティ・ウィリアムズの声を当てた。

### FOXニュース

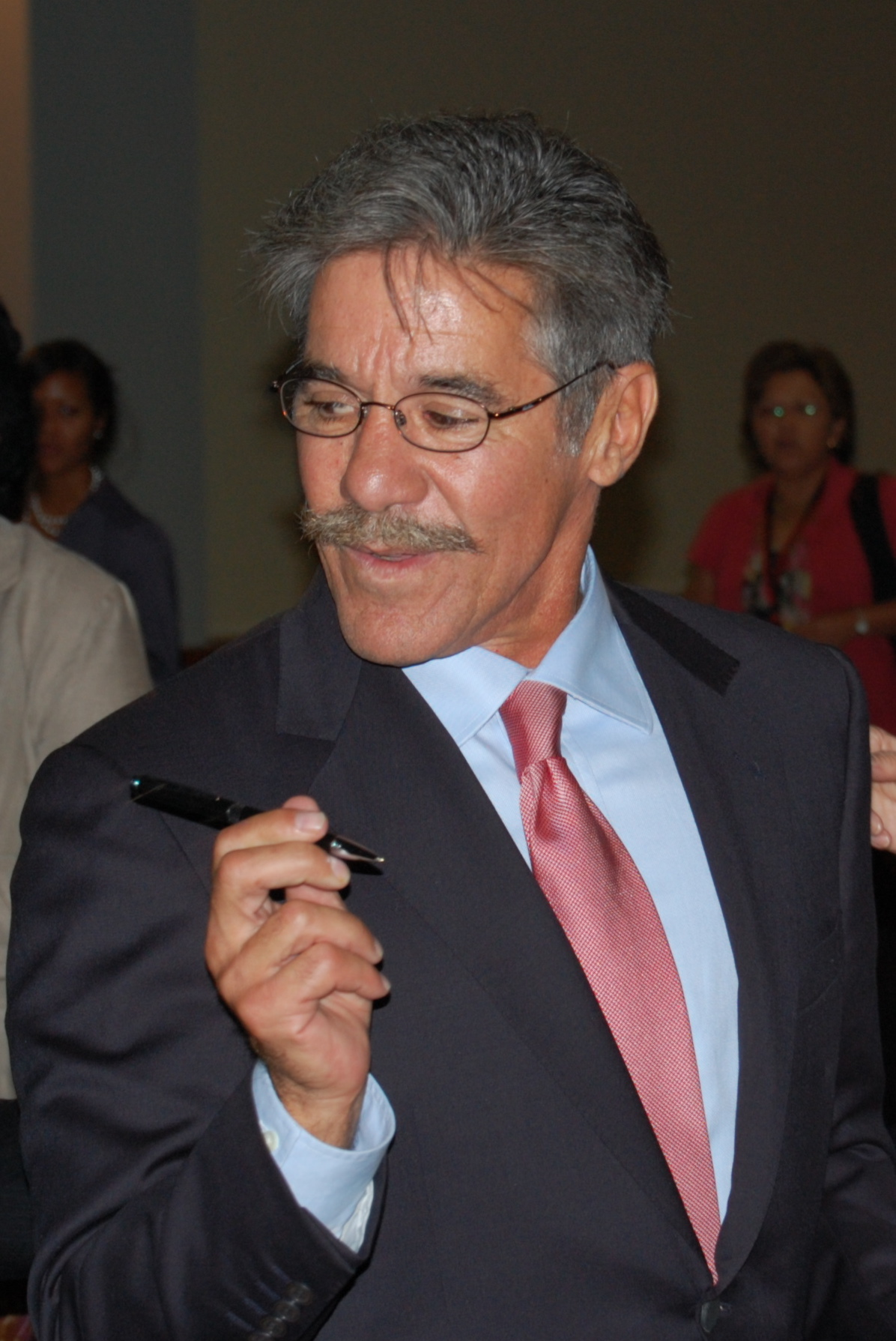
米国議会ヒスパニック幹部協議会の2008年公共政策会議で基調講演を行ったリベラ

リベラはアメリカ同時多発テロ事件の2か月後の2001年11月にCNBCの番組をやめ、FOXニュースの戦争特派員になった。弟のクレイグがカメラマンとしてアフガニスタンでの取材に同行した。2001年のアフガニスタン紛争の取材中、リベラは米軍によるフレンドリーファイアの現場に居合わせたと主張したが、実際にはそこから300マイル離れた場所にいたことが判明した。
2003年初頭、イラク戦争においてリベラはイラク国内でアメリカ軍の第101空挺師団に従軍していた。そして、FOXニュースの番組中で同師団の今後の作戦を公表し、砂に地図を描いた。アメリカ軍はこの行動を非難し、リベラをイラクから追放した。その2日後、リベラは今後はクウェートで取材を行うと発表した。
2005年、『ニューヨーク・タイムズ』紙は、リベラがハリケーン・カトリーナの取材中に、車椅子の女性が階段を降りるのを救助隊が助ける様子を撮影するために、救助隊を押しのけたと報じた。リベラはタイムズ紙に対してこの報道の撤回を要求し、撤回されない場合は提訴すると述べた。タイムズ紙はこの報道を撤回した。
2007年、リベラは『ボストン・グローブ』紙のインタビューにおいて、FOXニュースの『ザ・オライリー・ファクター』のコメンテーター、ミシェル・マルキンの移民に関する見解に異論を述べ、さらに「私の人生において出会った中で、ミシェル・マルキンは最も下劣で憎たらしいコメンテーターだ。彼女は、隣人がお互いを密告し、移民を強制送還すべきだと実際に考えている」と述べた。マルキンは、FOXニュースがリベラのこの発言に関して誤った処分をしたと主張し、今後『ザ・オライリー・ファクター』に出演しないと述べた。後にリベラは自分の発言について謝罪した。
2008年、リベラの著書"HisPanic: Why Americans Fear Hispanics in the U.S."（ヒス・パニック: なぜアメリカ人はアメリカのヒスパニックを恐れるのか）が発刊された。
2012年1月3日から、リベラはニューヨークのAMラジオ局WABCで平日の2時間のトーク番組の司会を始めた。同年1月30日からは、ロサンゼルスのAMラジオ局KABCでも平日の番組の司会を始めた。
2012年3月23日、同年2月のトレイボン・マーティン射殺事件に関して、リベラは、マーティンがパーカーを着ていなければ射殺されなかったと発言した。リベラは、この発言で不快な思いをさせたことを謝罪した。リベラの息子のガブリエルは、リベラはそれを恥じていたと述べた。しかし、この謝罪は不誠実だと感じる人も多かった。リベラの長年の友人のラッセル・シモンズは、この謝罪を受け入れなかった。その後リベラは、マーティンの両親に謝罪した。
2015年、リベラは『アプレンティス』の著名人版である『セレブリティ・アプレンティス』の第14シーズンに参加した。最終結果はリーザ・ギボンズに次ぐ2位だったが、同シーズンの参加者の中で最も多い72万6000ドルを調達した。
リベラはニュースマガジン番組『ジェラルド・アット・ラージ』の司会を務め、FOXニュースに定期的に出演している。2015年11月13日、リベラはFOXニュースで、パリ同時多発テロ事件発生時に娘のシモーヌが事件発生現場の一つであるスタッド・ド・フランスにいたが、友人たちとともにスタジアムを脱出して帰国する予定であると述べた。
2015年11月、WABCのリベラの番組が、同局の親会社キュミュラス・メディアの経営陣の交代の際に契約を打ち切られた。後にリベラは、前経営陣と交わした契約を一方的に破棄されたことについてキュミュラス社を提訴した。
2017年11月29日、不適切な性的行為の疑惑でNBCを解雇されたマット・ラウアーをリベラは擁護し、その際に「ニュースはチャラチャラした(flirty)ビジネスだ」と発言した。この発言は激しく非難され、リベラは後に謝罪した。この非難の背景には、リベラの1991年の著書"Exposing Myself"で、1960年代から70年代にかけての自身の交友遍歴を自慢していたこともある。
女優のベット・ミドラーは、1991年のバーバラ・ウォルターズとのインタビューで、1970年代初頭にリベラや番組のプロデューサーから薬漬けにされて体を触られたと告発した。2017年11月、前述のリベラによるラウアーの擁護を受け、ミドラーは1991年のインタビューに#MeTooのタグを付けてtwitterに投稿した。リベラは、自分が記憶していることはミドラーの主張とは異なるという声明を出したが、「少なくとも公の場で彼女を困らせたこと」についてミドラーに謝罪した。
2015年のBETアワード授賞式でケンドリック・ラマーが披露した『オールライト』をリベラは批判した。2017年のラマーのアルバム『DAMN.』の2曲目『DNA.』は、リベラのコメントを批判したものである。3曲目の『YAH.』でもリベラについて言及している。
2018年9月24日、オハイオ州クリーブランドのAMラジオ局WTAMで、毎日1時間のトーク番組"Geraldo in Cleveland"と週1回のポッドキャスト番組を開始した。
2020年3月13日、『FOXアンド・フレンズ』で新型コロナウイルス感染症の世界的流行について議論しているとき、リベラは「10秒間息を止めてみてください。もし10秒間息を止められるなら、あなたはこの病気ではありません」と発言した。この発言は、医療関係者から間違いであると指摘された。
2020年7月22日、ジェフリー・エプスタインの児童買春を幇助していたというギレーヌ・マクスウェルの容疑について質問されたドナルド・トランプ大統領がマクスウェルの「幸運」(well) を祈ったことについて、リベラは、トランプは「勇敢」(brave) だと述べた。リベラはそれ以前に、マクスウェルの保釈を拒否した判事は大衆 (mob) に屈したと非難していた。2020年9月6日、FOXニュースは、リベラのテレビ業界での50年のキャリアについての1時間の特集番組"I Am Geraldo"を放送した。その番組の冒頭には、トランプ大統領からのリベラへの称賛のコメントが入っていた。

## 私生活
リベラは生涯に5度結婚している。
1. リンダ・コブレンツ (Linda Coblentz)（1965年 - 1969年、離婚）
2. エディス・ヴォネガット（英語版）(Edith Vonnegut)（1971年12月14日 - 1975年、離婚）
3. シェリル・レイモンド (Sherryl Raymond)（1976年12月31日 - 1984年、離婚）
  - 息子: ガブリエル・ミゲル (Gabriel Miguel)（1979年生）[57][58]
4. シンシア・クリュックシャンク・ダイアー (Cynthia Cruickshank Dyer)（1987年7月11日 - 2000年、離婚）
  - 娘: イザベラ・ホルムズ (Isabella Holmes)（1992年生）[59]
  - 娘: シモーヌ・クリュックシャンク (Simone Cruickshank)（1994年生）
5. エリカ・ミシェル・レヴィ (Erica Michelle Levy)（2003年8月 - ）
  - 娘1人[60]

リベラは、ニューヨーク州選出上院議員ジェイコブ・ジャヴィッツの妻、マリアン・ジャヴィッツと1985年までの数年間不倫していたことを認めている。
リベラはオハイオ州シェーカーハイツに在住している。かつてはニュージャージー州ミドルタウンにある1895年に建てられたシングルスタイルの家に住んでいた。
リベラは船の操縦が趣味である。自身が保有する帆船「ボイジャー」で、1985年、2005年、2011年、2013年のマリオン＝バミューダ・クルージングヨットレースに参加した。2013年には、完走した34隻中の12位だった。また、「ボイジャー」でアマゾン川を1,400マイル遡上し、世界一周し、2000年の1月1日には日付変更線上でトンガ国王と対面した。この一連の航海はトラベルチャンネルの計6時間の特集番組として放送された。

### 政治
リベラは共和党員である。2013年、ニュージャージー州選出のフランク・ローテンバーグ上院議員の死去に伴う補欠選挙への出馬を検討していたが、最終的に撤回した。
リベラはドナルド・トランプの友人であるが、2016年の大統領選挙には「その配偶者の影響により」トランプに投票しなかったと述べた。また、トランプがメキシコ人に関して行った発言が原因であるとも述べた。
オハイオ州選出のロブ・ポートマン上院議員が再選を目指さないと発表したことから、リベラは2022年の上院議員選挙への立候補を検討したが、最終的に撤回した。
リベラは銃規制を部分的に支持している。2022年のロブ小学校銃乱射事件の後、18歳で銃が購入できるようにした全米ライフル協会を批判し、なぜ18歳でビールは購入できないのに銃器の購入はできるのかと疑問を投げかけた。

## 著作物
- Rivera, Geraldo (1972). Willowbrook: A report on how it is and why it doesn't have to be that way. New York: Vintage Books. ISBN 0-394-71844-5
- Rivera, Geraldo (1973). Miguel Robles—So Far. San Diego: Harcourt Brace Jovanovich. ISBN 0-15-253900-X
- Rivera, Geraldo (1973). Puerto Rico: Island of Contrasts, pictures by William Negron. Parents Magazine Press. ISBN 0-8193-0683-5
- Rivera, Geraldo (1977). A Special Kind of Courage: Profiles of young Americans. New York: Bantam Books. ISBN 0-553-10501-9
- Rivera, Geraldo (1992). Exposing Myself. London: Bantam. ISBN 0-553-29874-7
- Rivera, Geraldo (2008). HisPanic: Why Americans fear Hispanics in the U. S.. New York: Celebra. ISBN 978-0-451-22414-9
- Rivera, Geraldo (2009). The Great Progression: How Hispanics Will Lead America to a New Era of Prosperity. New York: New American Library. ISBN 978-0-451-22881-9
- Rivera, Geraldo (2018). The Geraldo Show, A Memoir. Texas: Benbella Books. ISBN 978-1-944648-90-9